# Day (New York)
Day è un comune degli Stati Uniti d'America, situato nello Stato di New York, nella contea di Saratoga.